# Hôtel du Roi-de-Pologne
L'Hôtel du Roi-de-Pologne est un hôtel particulier situé à Angers, en Maine-et-Loire.

## Histoire
L'hôtel est classé au titre des monuments historiques en 1922.